# 照洋丸
照洋丸（しょうようまる）は水産庁が管理する漁業取締船。現役（1998年就航）の3代目は、就航当初は漁業調査船であったが、2014年に漁業取締船に転用された。

## 照洋丸（初代）
1956年6月竣工。総トン数602.95トン。
マグロ延縄漁業の調査取締のため建造された大型調査船で、当初は取締業務にも従事したが、その後は調査だけに使用された。抵抗の少ない船形が採用され、熱帯を含む長期航海に備えて、水産庁船舶としては初めて本格的な空調装置が整備された。やや復元性に問題があったともいわれる。例年9月頃から約半年にわたり、全世界のマグロ漁場において、延縄による漁業調査、生態環境調査、産卵稚仔魚調査、海洋観測に従事した。
1958年11月から翌1959年4月にかけての航海では、マグロ漁場調査に加えて西ヨーロッパおよび中近東におけるマグロを中心とした水産物の販路の調査を行うことになり、地中海・北海沿岸のヨーロッパの主要各港を歴訪した。このとき船医として搭乗した作家で精神科医の北杜夫が、『どくとるマンボウ航海記』を執筆したことでも知られる。

## 照洋丸（2代）
1,377.84 トン。1972年3月21日竣工。全世界のカツオ・マグロなどの浮魚類の資源調査および海洋観測を目的にして建造され、初代の倍以上の大型船となり、調査航海能力や居住環境が飛躍的に向上した。短期間だがサケ・マス流網漁業の取締に従事したこともある。温熱帯域の水産生物資源及び海洋環境の調査・研究をした。

## 照洋丸（3代）
1998年5月12日竣工。

### 特徴
外洋での調査研究に耐えうる凌波性能、耐航性能、復元性能及び操縦性能を有している。通常航行時にはディーゼル推進とし、長時間の微速航行が必要な場合や、音響調査時には電気推進とすることで、水中放射雑音の低減を図っている。日本海事協会基準に準じた耐氷構造（ID級)を有する。広い船尾甲板、魚倉、マグロ延縄装置、流し網装置、他各種計測装置を有していた。東京海洋大学が使用する場合があった。